# Dlaczego psy się śmieją, a szympansy płaczą
Dlaczego psy się śmieją, a szympansy płaczą (ang. Why Dogs Smile & Chimpanzees Cry) – amerykański film przyrodniczy z 1999 roku wyreżyserowany przez Carola L. Fleishera. Wyprodukowany przez DeVillier Donegan Enterprizes i Fleisherfilm Inc. Narratorką filmu jest amerykańska aktorka Sigourney Weaver.

## Opis fabuły
Eksperci postanawiają zbadać zachowanie zwierząt, a także dowiadują się, że emocje wywoływane przez zwierzęta nie są wyłącznie zarezerwowane dla rodzaju ludzkiego. Realizatorzy oraz naukowcy, wykorzystując nowoczesne technologie oraz długoletnie obserwacje pokazują, jak inne stworzenia okazują troskę, wdzięczność, cierpienie oraz radość.